# Подкарпатское общество наук
Подкарпатское общество наук (русин. Підкарпатське общество наук) — научное и образовательное общество в Закарпатье в 1941—1944 годах, объединявшее русинскую интеллигенцию и поддерживавшееся венгерскими властями.
Состояло из трёх секций: научной, литературно-языковедческой и художественно-этнографической. В обществе состояло около 30 членов, в том числе нескольких венгров, которых принимали с ведома венгерских властей.
Председатели: Антоний Годинка, отец Александр Ильницкий. Директор — Иван Гарайда. Ведущим идеологом организации был Гиядор Стрипский.
Издания:
- месячник «Руська Молодеж»
- двухнедельник «Литературна Неділя»
- научный ежеквартальник «Заря — Hajnal» (на двух языках).

Кроме этого, Подкарпатское общество наук выпускало художественные, переводные, детские, популярные и научные книги в различных сериях. За четыре года существования общество издало более 50 книг, не считая периодики.
Хотя общество поддерживалось венгерскими властями в противовес местным русофилам и стремилось создать местную русинскую культуру и язык, отдельные от украинских, общество постепенно переходило на культурно-языковую платформу «народовцев». В его изданиях сотрудничали все закарпатские писатели проукраинского направления. Печатные издания пользовались искусственным этимологическим правописанием «Грамматики русского языка» Ивана Гарайды (1941), основные положения которой были приняты на заседании языковой комиссии общества. Эта грамматика была также одобрена правительством для школ Закарпатья.